# Gennaro Pardo
Gennaro Pardo (Castelvetrano, 12 aprile 1865 – Castelvetrano, 4 settembre 1927) è stato un pittore italiano.

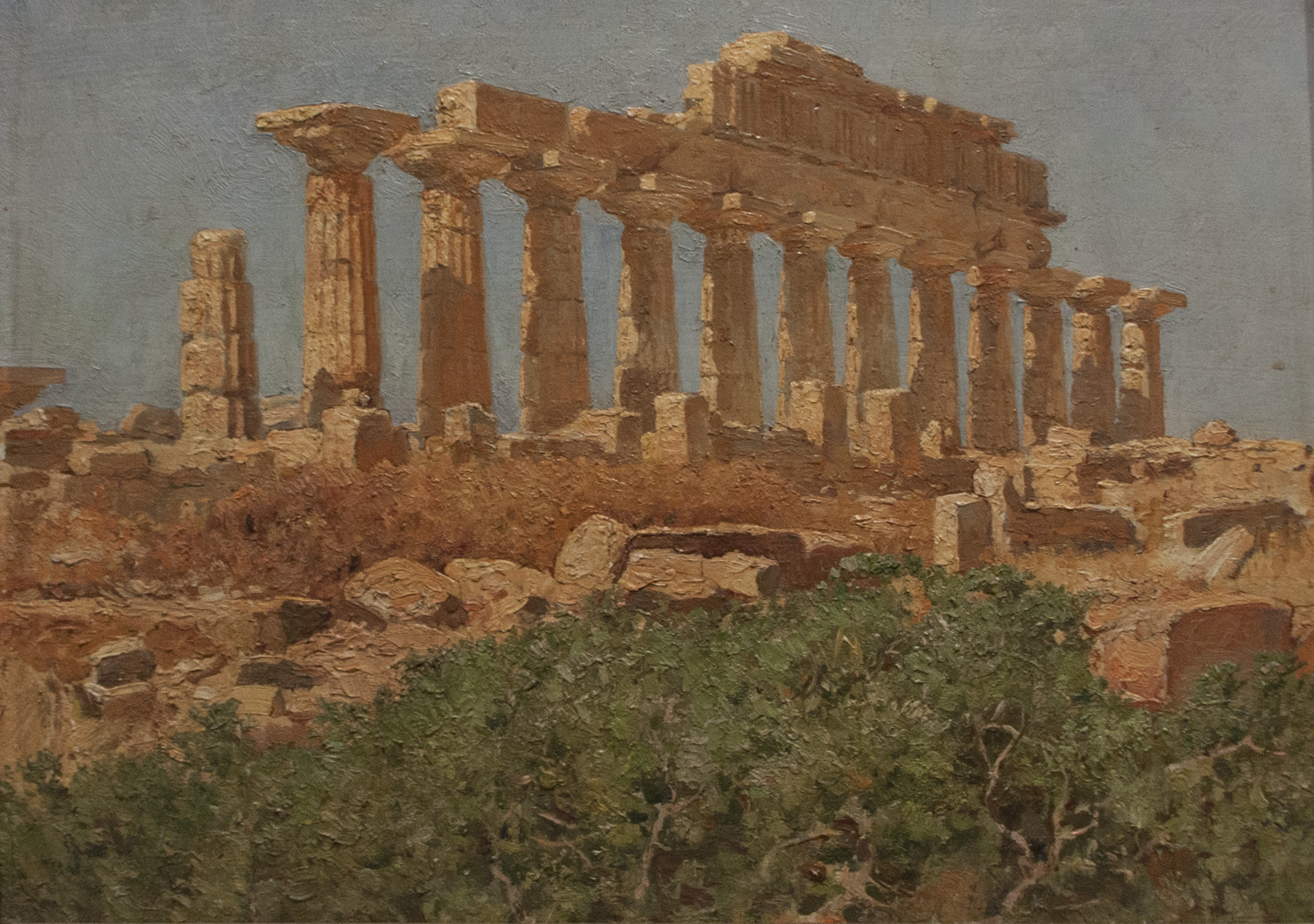
Le colonne rialzate del tempio C di Selinunte

L'ultimo fedele continuatore di Francesco Lojacono, il Pardo, divenuto popolare come il "Pittore di Selinunte", restituisce alcune delle immagini più belle di questo splendido sito archeologico.

## Biografia
Le sue prime esperienze artistiche ebbero inizio negli anni del liceo sotto la guida di Augusto Palumbo a Trapani.
Finito il liceo fu nel 1884 a Palermo per frequentare i corsi della facoltà di Giurisprudenza. Proprio a Palermo cominciò l'amicizia con Francesco Lojacono, rinomato pittore del momento che lo incoraggiò all'arte. Così le sue prime opere risentono del maestro e amico.

Dopo la laurea in Giurisprudenza nel 1890 si reca a Napoli per il servizio militare.

Qui si iscrisse all'Accademia di Belle Arti venendo apprezzato dagli insigni maestri che vi insegnavano. 

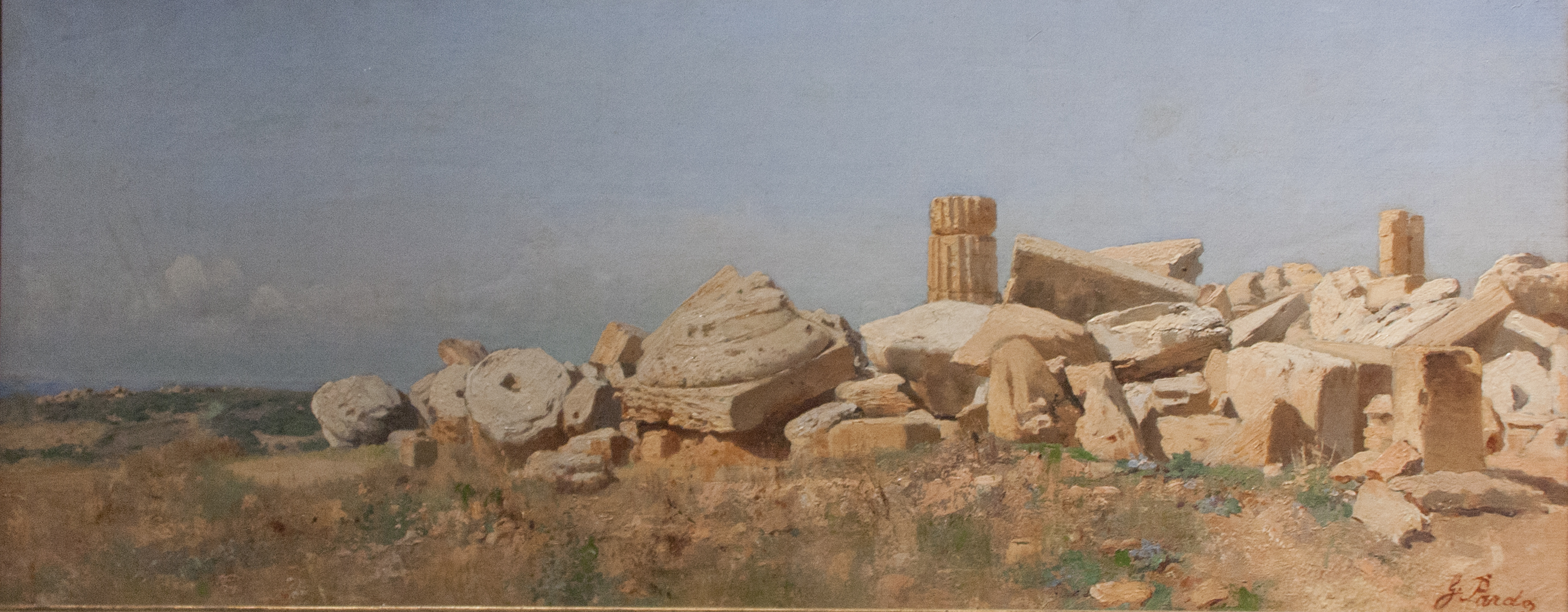
L'Heraion di Selinunte

Nel 1898 lascia l'Accademia per ritornare nella città natale dove restaura gli affreschi della chiesa di San Giovanni Battista che erano stati da poco danneggiati da un incendio; e tra il 1900 e il 1904 realizza un nuovo ciclo di affreschi sulla volta della navata centrale, con Storie di San Giovanni Battista e figure allegoriche.

A Palermo espose Le braccia che non combattono; alla Promotrice "Salvator Rosa" di Napoli nel 1904 espose Empedocle tra i Selinuntini, e a Milano, alla Mostra tenutasi nel 1906 per l'inaugurazione del nuovo Valico del Sempione, espose Dall'Acropoli.
Più tardi rinuncerà definitivamente alle composizioni storiche e mitologiche per dedicarsi al paesaggio campestre e marino. Il colore diviene più fluido e brillante, la pennellata più sciolta.
A Castelvetrano gli sono state intitolate una strada nel centro storico e una scuola con il nome di “Istituto Comprensivo Gennaro Pardo”.

## Opere
Delle sue opere si ricordano: 
- Campagna di Castelvetrano
- Spiaggia di Marinella
- Ruderi di Selinunte
- Scirocco
- Bosco di Manicalunga
- Giardino

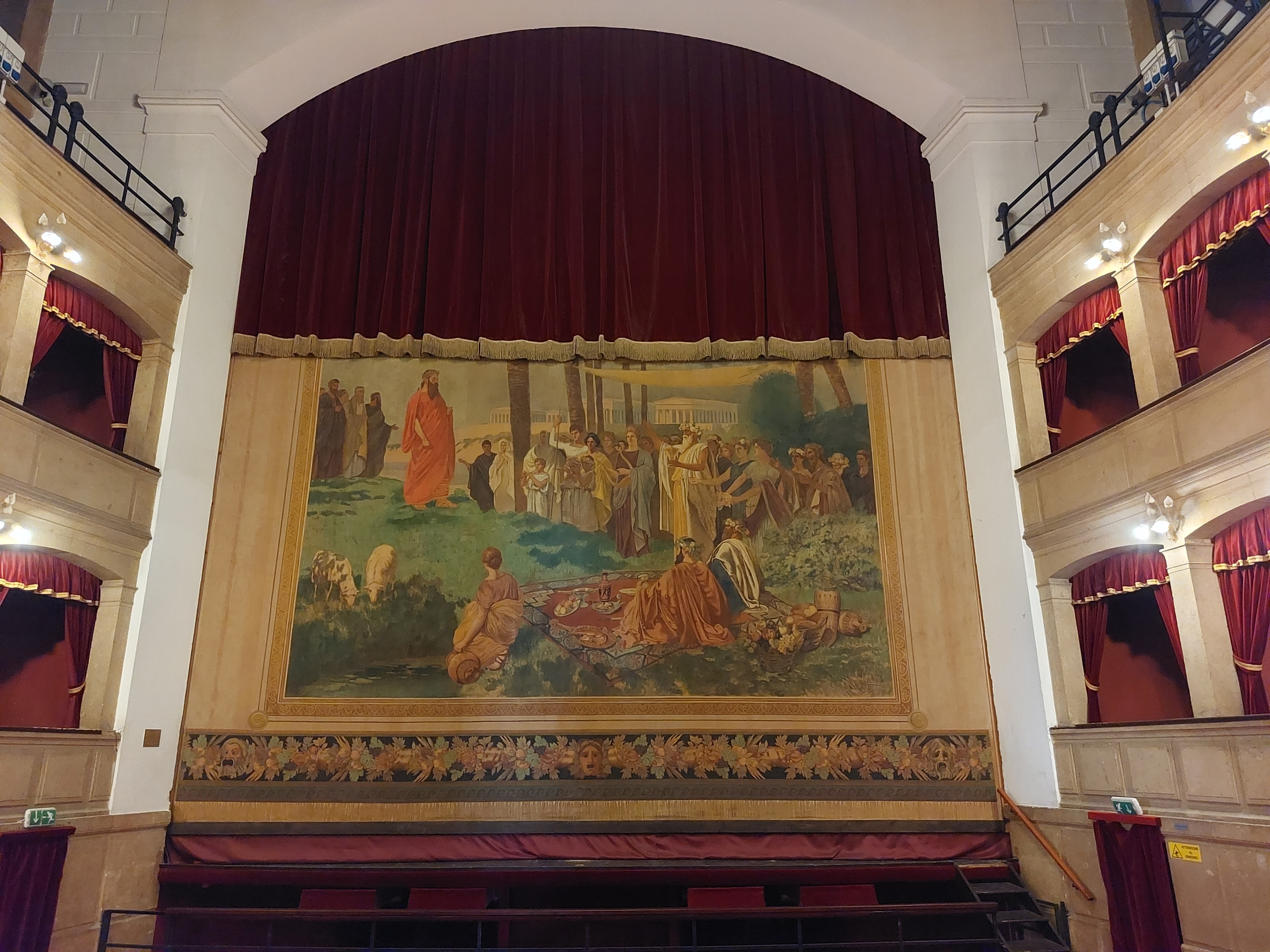
Sipario del Teatro Selinus

- Vaso di Pandora (Sala Consiliare del Comune di Castelvetrano)[1]
- Empedocle tra i Selinuntini (sipario del Teatro Selinus di Castelvetrano)[2]

Alcune sue opere si trovano presso la Galleria d'arte moderna Sant'Anna di Palermo, dove è stato recentemente presentato un libro sul pittore.